# Втрати силових структур України внаслідок російського вторгнення в Україну

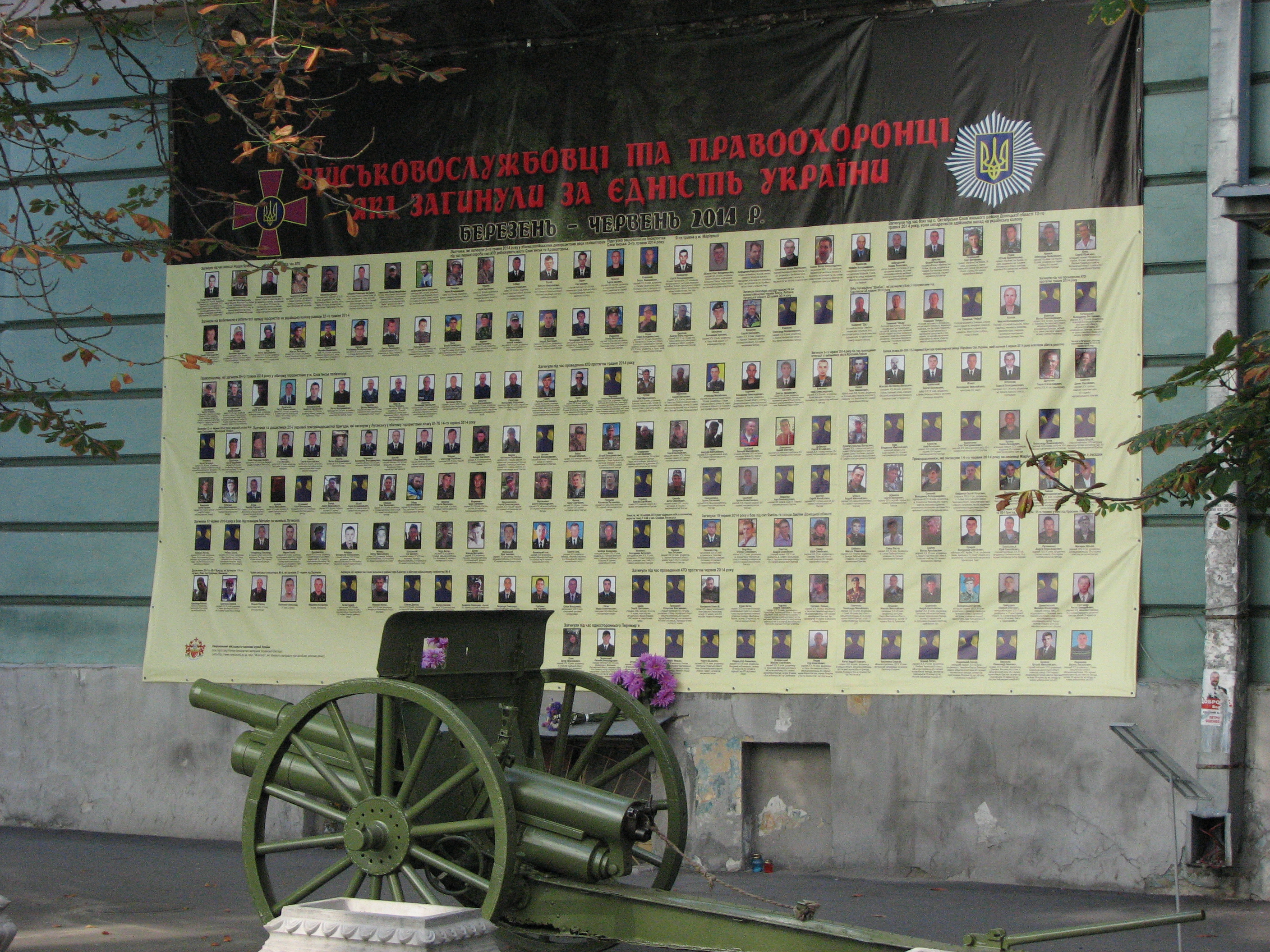
Світлини загиблих силовиків біля входу в Національний військово-історичний музей України

Втрати силових структур України внаслідок російської агресії, що триває з 2014 року, та переросла у повномасштабна війну в 2022 році — прямі та непрямі втрати силових структур України, спричинені російською збройною агресією проти України та збройним протистоянням з агресором.
За період 2014—2021 років, за даними ООН, Україна втратила загиблими близько 4150 українських військовослужбовців.
4 лютого 2025 року Президент України Володимир Зеленський в інтервʼю британському журналісту повідомив, що у війні проти Росії загинули 45 100 українських військових, ще 390 тис. отримали поранення. Майже одночасно, в інтерв’ю для новинного телевізійного каналу США NBC News він зазначив, що з початку повномасштабного вторгнення загинули понад 46 000 українських військових, ще близько 380 тис. зазнали поранень.

## Хронологія звітів про втрати

### 2014
Першим військовослужбовцем України, що загинув внаслідок російської агресії, став прапорщик Кокурін Сергій Вікторович, якого 18 березня 2014 року в ході спецоперації з взяття фотограмметричного центру в Сімферополі під час анексії Криму пострілом у серце вбили солдати Збройних Сил Російської Федерації.
Станом на 16 травня, загальні втрати зведених сил України становили: 21 загиблий (18 бійців ЗСУ, 3 бійці спецпідрозділу «Альфа») та 65 поранені (29 співробітників СБУ, 27 — ЗСУ, 1 медик ЗСУ, 5 військовослужбовців Внутрішніх військ, 1 співробітник МВС та 2 військовослужбовці Національної гвардії). 2 військовослужбовці ЗСУ вважаються безвісти зниклими. За даними видання KyivPost, на 18 травня загинуло щонайменше 24 українських військовослужбовці.
Станом на 16 червня, за даними першого віцепрем'єр-міністра України Віталія Яреми загинули 125 співробітників українських силових структур, серед них 96 — військовослужбовці Збройних сил України, 22 співробітники органів внутрішніх справ, а також прикордонники і співробітники СБУ.
Станом на 18 червня, за даними Міністерства оборони України загинуло 147 військовослужбовців, поранено — 267.
Станом на 19 червня, за даними Збройних сил України, загинуло 156 військовослужбовців, 120 з яких — у зоні бойових дій.
Станом на 2 липня загинули 200 військовослужбовців та 619 бійців поранено, заявив спікер Інформаційно-аналітичного центру Ради національної безпеки і оборони Андрій Лисенко. Це 150 вояків ЗСУ, 7 співробітників СБУ, 6 прикордонників, 13 бійців НГУ і 24 міліціонери. Наступного дня Лисенко заявив про неточність вчорашніх даних: станом на той день загинуло 193 військовослужбовців, а на 3 липня їх кількість зросла до 197.
Станом на 14 липня за даними Державної прикордонної служби у результаті бойових зіткнень на Сході України загинули 18 прикордонників.
Станом на 15 липня спікер ІАЦ РНБО Андрій Лисенко сказав, що Збройні сили України втратили 258 чоловік убитими і 922 людини отримали поранення.
Станом на 25 липня спікер ІАЦ РНБО Андрій Лисенко сказав, що Збройні сили України втратили 325 чоловік убитими і 1232 людини отримали поранення.
5 серпня розпочав роботу сайт-меморіал загиблих військових у зоні АТО.
Станом на 8 серпня у результаті бойових зіткнень на Сході України загинули 12 білорусів, які воювали в українських добровільних батальйонах.
Станом на ранок 9 серпня, за даними міністр МВС України Арсена Авакова, загинули 25 бійців Національної гвардії та 21 боєць спецпідрозділів МВС. Крім цього, було поранено 225 бійців (152 з НГУ та 73 з МВС).
Станом на 11 серпня, за весь час проведення АТО загинули 568 українських військовослужбовців та 2120 отримали поранення, повідомив спікер інформаційно-аналітичного центру Ради національної безпеки і оборони Андрій Лисенко.
Станом на 12 серпня, за даними ДПСУ, у результаті бойових зіткнень на Сході України загинули 47 прикордонників.
Станом на 24 серпня РНБО повідомило, що загинуло 722 військовослужбовці, поранено — 2625.
24 серпня можливо вважати початком нової стадії Російської інтервенції в Україну. Міністр оборони України Валерій Гелетей на своїй сторінці у соціальній мережі Фейсбук написав, що Росія програла гібридну війну Україні та почала повномасштабне вторгнення.
.
Радник міністра внутрішніх справ України Антон Геращенко, в ефірі «5 каналу» розповів, що вторгнення російських військ почалося з Савур-Могили та м. Амвросіївки 24 серпня, а 27 серпня — в районі м. Новоазовська.
.
Речник МЗС України Євген Перебийніс заявив про вторгнення в Україну щонайменше чотирьох великих угруповань Збройних Сил РФ.
Пряму військову агресію РФ проти Українського народу визнала світова спільнота. Російська сторона своєї участі у бойових діях не визнає.
За даними РНБО України, станом на 24 серпня 2014 року, за час проведення АТО внаслідок бойових дій загинуло 722 військовослужбовці, поранено — 2625. (Twitter РНБО України).
За даними РНБО, станом на 29 серпня 2014 року, всього з початку АТО загинуло 789 військовослужбовців, 2789 — було поранено.
В Україні було створено єдину базу даних ДНК-експертиз, що дає змогу значно пришвидшити пошук та гарантувати родичам загиблих безоплатне проведення ДНК-експертиз за рахунок держави. За інформацією заступника голови Дніпропетровської ОДА Святослава Олійника, станом на 22 вересня 2014 року у закладах судово-медичної експертизи чотирьох прилеглих до зони АТО областей перебуває більше тисячі тіл загиблих, 552 з яких ще не ідентифіковані.
На Дніпропетровщину у серпні привезли 312 тіл загиблих українських військовослужбовців. Усі вони загинули в боях за Іловайськ. Імена 187 військовослужбовців вже вдалося встановити. Інших, як невідомих, ховають на Краснопільському кладовищі.
Станом на 1 вересня 2014 року, за даними ДПСУ, у результаті бойових зіткнень на Сході України загинуло 56 прикордонників.
За даними РНБО України, станом на 4 вересня загинули 837 українських військовослужбовців та 3044 дістали поранення.
5 вересня, о 18:00 за київським часом, набув чинності попередній протокол до угоди про припинення вогню, що був підписаний у Мінську під час чергової зустрічі тристоронньої контактної групи ОБСЄ — Україна — Росія за участі представників від організацій «ДНР» та «ЛНР», збройні формування яких за підтримки збройних формувань РФ контролюють частину Донецької і Луганської областей. Підписаний протокол оприлюднено на сайті ОБСЄ.
За даними РНБО України, станом на 12 вересня 2014 року, за період проведення АТО на сході України загинуло 873 українських військовослужбовців, 3275 — отримали поранення різного ступеня тяжкості,- про це повідомив речник ІАЦ РНБО Андрій Лисенко. При цьому, за його словами, за тиждень перемир'я загинули 5 українських військовослужбовців, ще 3 померли в лікарні від отриманих раніше травм.
За даними порталу Слово і Діло, за період 13 квітня ― 10 вересня загинуло 1191 військовослужбовців.
16 вересня на брифінгу у Києві, спікер МЗС України Євген Перебийніс повідомив, що з моменту оголошення перемир'я загинули 16 і отримали поранення 98 українських військовослужбовців, українські сили були 296 разів обстріляні незаконними збройними формуваннями та російськими військами.
Станом на 2 жовтня, за даними, що були оприлюднені міністром МВС Арсеном Аваковим, за час проведення АТО загинуло 134 бійців підрозділів МВС і НГУ, з них 68 — співробітники МВС та 66 — Нацгвардії. Поранено — 628 бійців, з них 273 з підрозділів МВС і 355 з Нацгвардії. Зникли безвісти 90 бійців, з них 31 з МВС і 59 з Нацгвардії. В полон потрапили 160 бійців, з них 5 з підрозділів МВС і 155 з Національної гвардії.
7 жовтня, Головний військовий прокурор — заступник Генпрокурора України Анатолій Матіос під час брифінгу зазначив, що за період проведення АТО на сході України загинули 953 військовослужбовців. За його словами, ЗСУ втратили убитими 745 чоловік, МВС — 69 осіб, ДПСУ — 58, СБУ — 10. З моменту проголошення припинення вогню (5 вересня) загинуло 64 військовослужбовці.
Станом на 11 листопада, за даними РНБО України, у зоні проведення АТО загинули 1052 військовослужбовці, 4049 — поранено. Крім того, ще близько 400 осіб вважаються зниклими безвісти, 399 перебувають у полоні. Право користуватися пільгами отримали 1762 члени сімей загиблих учасників АТО.
6 грудня Президент України Петро Порошенко повідомив, що загинули 1252 українських військовослужбовців, майже 3000 поранено.
Станом на 9 грудня, на Краснопільському кладовищі під Дніпропетровськом поховано 250 невідомих Героїв АТО, імена 112 з яких встановлено завдяки ДНК-експертизі. 98 з них родичі перепоховали на батьківщині. Загалом з початку АТО до Дніпропетровського бюро судмедекспертизи надійшло 1056 загиблих з Донецької та Луганської областей, візуально упізнано 647 бійців, імена 254 вдалося дізнатися за допомогою ДНК-експертизи. Решта солдатів все ще залишаються невпізнаними.
12 грудня, на сайті Міністерства оборони України було оприлюднено «Список загиблих військовослужбовців ЗС України за час проведення АТО з 19 квітня, станом на 1 грудня».
| Місяць   | Загиблі (померлі) по місяцях війни (загальна кількість) |
| -------- | ------------------------------------------------------- |
| Березень | 2(2)                                                    |
| Квітень  | 11(13)                                                  |
| Травень  | 71(84)                                                  |
| Червень  | 140(224)                                                |
| Липень   | 325(549)                                                |
| Серпень  | 713(1 262)                                              |
| Вересень | 190(1 452)                                              |
| Жовтень  | 113(1 565)                                              |
| Листопад | 122(1 687)                                              |
| Грудень  | 70(1 757)                                               |

### 2015
За даними РНБО України, за першу добу нового 2015 року було поранено 3 військовослужбовців, загиблих немає. Було зафіксовано активізацію діяльності терористичних груп та їх численні намагання спровокувати українських військових з метою обвинувачення української сторони у порушенні «режиму тиші».
В середині січня ситуація на фронті значно погіршилась через активізацію наступальних дій російських збройних формувань у районі Донецького аеропорту, траси «Бахмутка», Станиці Луганської, Дебальцеве, на півдні Донецької області, та на інших ділянках фронту.
7 лютого, під час виступу на конференції з безпеки у Мюнхені (Німеччина), Президент України Петро Порошенко повідомив, що під час конфлікту на сході України загинуло 1432 українських військовослужбовців, 5638 чоловік було вбито з квітня 2014 року.
12 лютого, за результатами зустрічі Глав держав у нормандському форматі тристороння контактна група Україна — Росія — ОБСЄ, за участі представників терористичних організацій «ДНР» та «ЛНР», у Мінську підписала документ, який містить комплекс заходів із виконання Мінських угод. Зокрема, було узгоджено чергове припинення вогню з 00:00 15 лютого 2015 року.
2 березня, в.о. речника Генштабу ЗС України Владислав Селезньов, оприлюднив дані по втратах. Від початку АТО на сході України загинув 1541 військовий, поранені 6226. Серед загиблих: 1223 — Збройні сили, 132 — Національна гвардія, 101 — МВС, 63 — Державна прикордонна служба, 7 — Служба безпеки України, 15 — Державна служба з надзвичайних ситуацій. У лікарнях перебуває 501 військовослужбовець, 13 з яких мають тяжкі поранення. За даними Генштабу, лише з початку дії нових мінських угод від 12 лютого, які мали зупинити бойові дії на сході України, загинули 58 військових, 320 були поранені. Дані щодо загиблих під час виходу з Дебальцевого продовжують надходити. У полоні, за даними Генштабу, перебуває 201 військовослужбовець. Втрати бронетехніки оцінюються в 968 одиниць.
9 березня, в ексклюзивному інтерв'ю Першому Національному телеканалу України, Петро Порошенко повідомив, що за час АТО на Донбасі загинуло 1549 силовиків. З них 1232 — представники ЗСУ, 99 — МВС, 132 — Нацгвардії, 63 — ДПСУ, 7 — СБУ, 16 — ДСНСУ. Також Президент України заявив, що з 15 лютого, дати оголошення повного припинення вогню на виконання Мінських угод, загинули 64 військових (з них 51 — ЗСУ, 11 — НГУ, 1 — МВС, 1 — ДПСУ, 1 — ДСНСУ).
10 березня, заступник голови — керівник апарату Дніпропетровської ОДА Геннадій Корбан, повідомив про створення Єдиного центру ідентифікації тіл загиблих в АТО. За його словами, 2015 року тіла всіх загиблих воїнів АТО поступають лише до Дніпропетровської області. З початку року на територію області було доставлено близько 350 тіл загиблих.
23 березня, на зустрічі Президента України з командирами бригад і батальйонів, комбриг 93-ї окремої механізованої бригади Олег Мікац повідомив, що за весь час проведення АТО 93-я бригада втратила 198 своїх бійців.
6 квітня, Тетяна Ричкова в інтерв'ю сказала, що в ніч підриву російськими збройними формуваннями перекриттів нового термінала Донецького аеропорту, українські силовики втратили загиблими 48 бійців.
За весь час оборони дебальцевського виступу загинули 136 та поранено 331 військовослужбовців ЗСУ. Про це повідомила пресслужба Міністерства оборони України на початку лютого 2016 року. Зокрема, під час бойових дій в районі Дебальцевого з 15 січня по 18 лютого 2015 року загинуло 110 військовослужбовців, 270 дістали поранення, 7 взято у полон та 18 зникли безвісти.
17 квітня, Головний військовий прокурор — заступник Генпрокурора України Анатолій Матіос повідомив, що під Іловайськом загинуло 459 військових. «З моменту останнього озвучування на сьогоднішній день слідством підтверджена, шляхом отримання документальних матеріалів, загибель під Іловайськом 459 людей, поранення 478 і також нанесення матеріальної шкоди, шляхом втрати бойової техніки, на суму понад 70 мільйонів гривень», — зазначив Головний військовий прокурор.
8 травня, Президент України Петро Порошенко на урочистому засіданні Верховної Ради України оприлюднив дані, згідно з якими за час АТО на сході України загинули 1675 українських військовослужбовців. «Загалом 1675 військовослужбовців віддали своє життя за Вітчизну, за нашу з вами перемогу — неминучу, тому що добро завжди перемагає зло», — сказав Порошенко.
Станом на 14 травня, за період проведення АТО загинуло 149 та поранено 657 військовослужбовців Національної гвардії України, повідомили на офіційному сайті Нацгвардії.
Станом на 2 червня, за час проведення АТО на сході України загинули 16 медичних працівників, ще 60 дістали поранень. Такі дані навела під час засідання колегії МОЗ голова комітету Верховної Ради з охорони здоров'я, радник Президента України Ольга Богомолець.
Станом на 7 червня, в зоні АТО загинули 1723 військовослужбовці, з них 1368 — зі Збройних Сил України, про це на своїй сторінці у Facebook повідомив радник Президента України Юрій Бірюков. Разом з тим, за словами Бірюкова, фактично втрат більше, «але не радикально». «Тому що специфіка констатації на державному рівні втрати військовослужбовця не дозволяє оголосити його загиблим до тих пір, поки немає рапорту, а потім ще й свідоцтва про смерть. Поки немає впізнаного тіла», — пояснив він.
З початку проведення АТО на сході України загинули 112 працівників міліції і 154 військовослужбовців Національної гвардії України. Такі дані оприлюднив Президент України Петро Порошенко 8 червня 2015 року на церемонії вручення державних нагород працівникам органів внутрішніх справ, військовослужбовців Нацгвардії, які брали участь в АТО.
Станом на 28 липня, починаючи з 10 травня 2014 року за час проведення АТО загинули близько 2300 військовослужбовців Збройних Сил України, — повідомив начальник Управління цивільно-військового співробітництва ЗС України полковник Олексій Ноздрачов.
5 серпня, головний військовий прокурор — заступник Генпрокурора України Анатолій Матіос повідомив, що в ході подій в Іловайську загинуло 366 бійців АТО, 429 отримали поранення.
За повідомленням заступника міністра внутрішніх справ України Сергія Ярового, з початку проведення АТО на сході України станом на 22 серпня 2015 року загинуло 284 співробітників органів внутрішніх справ (міліції і Нацгвардії).
24 серпня, Президент України Петро Порошенко під час урочистостей з нагоди 24-ї річниці Незалежності України у Києві зазначив, що загалом агресія з боку сусідньої держави забрала життя майже 2100 наших воїнів.
21 вересня, начальник Головного управління персоналом Генерального штабу ЗС України Ігор Воронченко заявив, що: «За весь період проведення антитерористичної операції, включаючи анексію Криму, наші втрати становлять 1915 людей, з них бойових — 1757 людей. Санітарні втрати — 7053 людини, з них бойових санітарних — 5547 людей». За його словами, 271 військовослужбовець вважається зниклим безвісти, а 76 — перебувають у полоні
Того ж дня, заступник начальника управління інформаційних технологій Міністерства оборони України Сергій Галушко, у своїй заяві повідомив, що точні втрати українських військовослужбовців під час Антитерористичної операції поки оцінити неможливо. «Що стосується наших втрат. Є таке історичне висловлювання, що війна вважається закінченою тоді, коли знайдено і поховано тіло останнього солдата. Це питання буде вирішуватися не один день і не два дні», — заявив С.Галушко.
2 жовтня Міністерство оборони України надало дані Військової служби правопорядку у Збройних Силах України на запит ГО «Центр UA» щодо втрат у Збройних силах України за 2014—2015 рр. Обліковано 2027 загиблих військовослужбовців, з них бойові втрати — 1430, не бойові втрати — 597. У тому числі не бойові втрати: самогубство — 171, нещасні випадки — 137, навмисне вбивство — 90, ДТП — 112, порушення заходів безпеки — 87 (з них порушення правил поводження зі зброєю та боєприпасами — 66).
13 жовтня Міністерство внутрішніх справ надало дані Головного управління Національної гвардії України на запит ГО «Центр UA» щодо втрат у зоні проведення бойових дій за весь час АТО, — загинули 173 військовослужбовців Нацгвардії, з них 25 — не бойові втрати.
20 листопада, начальник Головного управління персоналу Генштабу ЗСУ генерал-лейтенант Ігор Воронченко повідомив, що за весь період АТО, включаючи анексію Криму, втрати Збройних сил України становили 2673 військовослужбовці: бойові — 1842 військовослужбовці, не бойові — 831. Крім того, було поранено 8519 військовослужбовців, з яких бойові поранення отримали 5913 військових.
| Місяць   | Загиблі (померлі) по місяцях війни (загальна кількість) |
| -------- | ------------------------------------------------------- |
| Січень   | 274(2 031)                                              |
| Лютий    | 297(2 328)                                              |
| Березень | 57(2 385)                                               |
| Квітень  | 54(2 439)                                               |
| Травень  | 75(2 514)                                               |
| Червень  | 81(2 595)                                               |
| Липень   | 81(2 676)                                               |
| Серпень  | 85(2 761)                                               |
| Вересень | 43(2 804)                                               |
| Жовтень  | 42(2 846)                                               |
| Листопад | 56(2 902)                                               |
| Грудень  | 36(2 938)                                               |

### 2016
У перший день року, незаконні збройні формування чинили збройні провокації в районі Донецького аеропорту, зокрема біля Авдіївки, Опитного та Пісків, і на західних та північних околицях Горлівки. Бойовики здійснили два прицільних обстріли зі стрілецької зброї та гранатометів по позиціях сил АТО біля Мар'їнки. Ще дві ворожі провокації зафіксовані на мосту по дорозі Сартана — Талаківка і біля Широкиного.
Станом на 15 січня, з початку антитерористичної операції (АТО) на сході України загинули 178 військовослужбовців Національної гвардії, 735 — дістали поранення, 24 — зникли безвісти, 6 — перебувають у полоні російських бойовиків. Про це на брифінгу 15 січня заявив начальник відділу управління по роботі з особовим складом Нацгвардії Валерій Шандурський.
Станом на 15 січня, на Кушугумському кладовищі під Запоріжжям поховані 118 невідомих Героїв АТО. З них вдалося ідентифікувати 36 бійців. Більшість з них родичі забрали для перепоховання.
Станом на 29 січня, захищаючи Україну від російської агресії, у зоні проведення АТО загинуло 2269 українських воїнів. Про це Президент України Петро Порошенко заявив під час відвідання ліцею імені Івана Богуна.
Наприкінці січня, головний військовий прокурор Анатолій Матіос повідомив, що за весь час АТО небойові втрати ЗСУ перевищили 1 тис. осіб. З початку 2016 року станом на 21 січня небойові втрати становили 48 осіб.
1 лютого, у своєму інтерв'ю інформагентству «ЛІГА БізнесІнформ» Дмитро Ярош зазначив, що з початку АТО на Донбасі загинули 64 бійців «Правого сектора» (бойові і небойові втрати) і понад 500 були поранені.
29 лютого, в МЗС України озвучили втрати серед українських військових від початку збройної агресії Росії: загинуло понад 2600 українських військовослужбовців і понад 9000 отримали поранення.
24 березня, командувач НГУ Юрій Аллеров під час урочистостей з нагоди річниці заснування Нацгвардії, зазначив, що за весь період проведення АТО на Донбасі загинули 192 бійці Національної гвардії України. «На полі бою ми втратили 192 військовослужбовці», — сказав Аллеров. Крім того, за його словами, 2198 бійців було поранено, четверо перебувають у полоні, а 26 вважаються зниклими безвісти.
30 березня, Президент України Петро Порошенко на виступі на форумі «Боротьба України за свободу» у Вашингтоні повідомив: «2700 українських військовослужбовців убито російськими бойовиками. Кількість жертв на Донбасі перевищує втрати США в Афганістані за останні 15 років».
Станом на 18 квітня, за час проведення АТО на Донбасі загинули 308 співробітників МВС та Національної гвардії України. «За ці два роки у підрозділах МВС і Нацгвардії: загинули 308 осіб. У тому числі з добровольчих батальйонів — 205 (108 — нацгвардійці з Донбасу, Азову, бат. ім. Кульчицького, 97 — з батальйонів МВС)», повідомив міністр внутрішніх справ Арсен Аваков. За його словами, поранення отримали 1228 правоохоронців (з них 701 — з добровольчих батальйонів), безвісти зник 41 боєць, ще 10 співробітників МВС знаходяться в полоні бойовиків.
2 червня, Олександр Турчинов повідомив, що з початку АТО на Донбасі загинуло 177 військовослужбовців Національної гвардії України, а 737 були поранені.
Станом на 10 червня, за два роки від початку проведення АТО, небойові втрати української армії становлять 1294 військовослужбові, — про це в ефірі «5 каналу» заявив головний військовий прокурор Анатолій Матіос. Він деталізував причини смерті: дтп — 112 випадків, отруєння (в тому числі, наркотичними, алкогольними засобами) — 96 випадків, самогубство — 259 випадків, умисне вбивство — 121 випадок, нещасні випадки (каліцтва, травматизм) — 148 випадків, порушення правил пожежної безпеки, поводження зі зброєю та боєприпасами — 111 випадків, порушення заходів безпеки — 40 випадків, захворювання (смерть внаслідок хвороби) — 405 випадків, інші причини — 2 випадки.
Станом на 14 червня, з початку АТО на Донбасі загинули 2491 військовослужбовець, про це в ході брифінгу в Києві повідомив директор Військово-медичного департаменту Міністерства оборони України генерал-майор медичної служби Андрій Верба. Він деталізував втрати: «На сьогодні санітарні втрати — це 8130 військовослужбовців; безповоротних, на жаль, у нас 2491, за травень — 29 бойових безповоротних».
Від початку 2016 року в зоні конфлікту на сході України бойові втрати Збройних сил України (загиблі та поранені ЗСУ) становили 623 військовослужбовці, — про це, 15.06.2016 року, заявив у штаб-квартирі НАТО міністр оборони України Степан Полторак.
18 червня, під час відвідування Навчального центру НГУ, президент України Петро Порошенко озвучив дані щодо втрат Національної гвардії України: «746 бійців отримали поранення, 183 воїни віддали своє життя, захищаючи суверенітет, територіальну цілісність рідної держави».
24 серпня, Президент України Петро Порошенко під час свого виступу на військовому параді у м. Києві з нагоди відзначення 25-ї річниці Незалежності України заявив, що з 2014 року в бойових діях на Донбасі загинули 2504 бійці. «Озираючись назад, на понад 2 роки війни, можна впевнено стверджувати, що ворогові не вдалося реалізувати жодної стратегічної задачі, він не зміг поставити Україну на коліна. За це і загинули 2 504 наших воїни. Ми схиляємо голови перед пам'яттю Героїв, які віддали своє життя за мирне життя України», — сказав він.
25 серпня, начальник Генерального штабу ЗСУ Віктор Муженко розповів про офіційно підтверджені втрати Збройних сил України. За його словами, «всього за серпень місяць 2014 року втрати Збройних сил склали: безповоротні — 427 чоловік, 781 — санітарні (поранення, контузії тощо, зокрема й психологічні травми)». Також, він зазначив, що з 21 серпня по 5 вересня 2014 року під час боїв під оточеним ворогом містом Іловайськ Донецької області 150 бійців ЗСУ загинуло і 90 отримали поранення. Віктор Муженко наголосив, що «це втрати Збройних сил України. Те, що стосується добровольчих батальйонів, вважаю, що облік таких втрат має бути в Міністерстві внутрішніх справ України, Національній гвардії України».
27 вересня, Степан Полторак в інтерв'ю німецькому виданню Bild повідомив, що втрати ЗСУ в зоні проведення АТО на Донбасі з початку 2016 року становили 945 осіб, у тому числі 168 загиблих військовослужбовців.
29 вересня, очільник МВС Арсен Аваков у своєму виступі на урочистому заході до річниці Нацгвардії України зазначив, що за час проведення АТО на Донбасі загинули 189 бійців Національної гвардії.
6 жовтня, Степан Полторак під час зустрічі з начальником Головного штабу оборони Збройних сил Королівства Швеція повідомив, що з початку року загинуло 173 військовослужбовців внаслідок порушення режиму припинення вогню російськими окупаційними військами.
14 жовтня, Президент України Петро Порошенко під час свого виступу в Києві після церемонії складення урочистої клятви ліцеїстами Київського військового ліцею імені Івана Богуна повідомив, що 2533 українських військовослужбовців загинули внаслідок збройного конфлікту на сході України. «2533 військових загинули, обороняючи Україну від російської агресії. Прошу всіх тут присутніх, всіх, хто дивиться нас по телевізору, вшанувати світлу пам'ять українських захисників Вітчизни хвилиною мовчання», — сказав він.
17 жовтня, Президент України Петро Порошенко під час вручення сертифікатів на житло особовому складу Національної гвардії повідомив, що за період проведення АТО загинуло 190 бійців Національної гвардії.
15 листопада, Міністерство оборони України надало інформацію, що з 2014 року (станом на 11 листопада 2016 року) в АТО загинуло 2142 військовослужбовців ЗС України. Також зазначається, що серед загиблих — 335 офіцерів і 1807 з числа рядового, сержантського (старшинського) складу. Отримали поранення 7070 військовослужбовців ЗС України.
28 листопада, речник ГШ ЗСУ повідомив, що станом на 28 листопада загинуло 2636 і поранено 8892 військовослужбовців України.
Станом на кінець листопада, «з початку проведення АТО маємо 3064 загиблих від усіх силових структур, із них 2636 — військовослужбовці ЗСУ, з цього числа — 2148 — це бойові втрати. Поранених — 10753 людей, в тому числі 8897 — ЗСУ», — про це в інтерв'ю Голосу України повідомив Начальник Генерального штабу — Головнокомандувач Збройних сил України Віктор Муженко.
6 грудня, при врученні орденів «Золота Зірка» Героя України родичам загиблих 18-річних воїнів-добровольців Андрія Снітка та Сергія Табали, Президент України Петро Порошенко нагадав про кількість загиблих в результаті російської агресії проти України: «Загальна кількість жертв війни вражає, вона сягнула десяти тисяч. Росія позбавила життя не лише 2558 наших військових із Збройних сил та інших силових структур, які боронять країну, але й сім з половиною тисяч цивільних громадян України».
22 грудня, Міністерство оборони України відповіло на громадський запит про загальну кількість загиблих, поранених, зниклих безвісти і полонених військовослужбовців Збройних Сил України у ході АТО. У відповіді, станом на 21 грудня 2016 року, зазначені наступні втрати:.
|        | Бойові втрати | Небойові втрати | Поранено | Пропали безвісти | У полоні |
| ------ | ------------- | --------------- | -------- | ---------------- | -------- |
| 2014   | 1232          | 290             | 3414     | 79               |          |
| 2015   | 722           | 908             | 2582     | 10               |          |
| 2016   | 208           | 258             | 1176     | -                |          |
| Всього | 2161          | 1456            | 7172     | 89               | 53       |

31 грудня, Президент України Петро Порошенко, під час своєї робочої поїздки в зону проведення АТО до Донецької області зазначив, що «… лише протягом цього року 211 військовослужбовців Збройних сил України віддали своє життя за мир, свободу нашої держави, захищаючи її від агресора».
| Місяць   | Загиблі (померлі) по місяцях війни (загальна кількість) |
| -------- | ------------------------------------------------------- |
| Січень   | 45(2 983)                                               |
| Лютий    | 40(3 023)                                               |
| Березень | 57(3 080)                                               |
| Квітень  | 46(3 126)                                               |
| Травень  | 57(3 183)                                               |
| Червень  | 57(3 240)                                               |
| Липень   | 67(3 307)                                               |
| Серпень  | 45(3 352)                                               |
| Вересень | 40(3 392)                                               |
| Жовтень  | 42(3 434)                                               |
| Листопад | 28(3 462)                                               |
| Грудень  | 40(3 502)                                               |

### 2017
17 лютого, Начальник Генерального штабу Віктор Муженко зазначив, що бойові втрати Збройних сил України з початку війни на сході України становили 2197 військовослужбовців.
На доповіді 20 лютого, заступник Генерального прокурора України — Головний військовий прокурор України Анатолій Матіос зазначив, що Збройні сили, Національна гвардія і добровольці втратили 3150 чоловік загиблими від початку АТО.
22 лютого, Президент України Петро Порошенко, під час своєї зустрічі з військовослужбовцями у Генеральному штабі ЗСУ заявив, що за час АТО на сході України загинули 2608 українських військових, з них 2200 — з лав Збройних сил.
Заступник командувача Національної гвардії України відповів на громадський запит про загальну кількість загиблих і поранених військовослужбовців Національної гвардії України у ході АТО. У відповіді було зазначено, що станом на 14 березня 2017 року втрати Національної гвардії становили 193 бійці, 39 з яких — не бойові:
|        | Загинуло | Поранено |
| ------ | -------- | -------- |
| 2014   | 107      | 431      |
| 2015   | 74       | 304      |
| 2016   | 11       | 29       |
| 2017   | 1        | 3        |
| Всього | 193      | 767      |

20 березня, речник Міністерства оборони Андрій Лисенко повідомив на брифінгу, що з початку АТО загинуло 2629 і поранено 9453 українських військовослужбовці, з яких 2220 загиблих і 7764 поранених — військовослужбовці Збройних сил України, а решта з інших силових відомств (Національна гвардія, МВС, СБУ та інші).
12 квітня, Президент України Петро Порошенко, у ході своєї поїздки на Луганщину заявив, що протягом цього року від ворожих обстрілів загинуло 69 військовослужбовців Збройних Сил і понад 420 було поранено, а всього за час проведення АТО, Україна втратила 2652 воїнів з усіх силових відомств.
14 квітня, речник Міністерства оборони України з питань АТО повідомив, що за останні три роки загинули у боях 2652 військовослужбовців з усіх силових відомств України (ЗСУ, НГУ, МВС, СБУ, ДПСУ тощо), а 9578 військовослужбовців отримали поранення.
20 квітня, Президент України Петро Порошенко в ході інтерв'ю телеканалу Sky News повідомив, що з початку року Україна втратила 69 військових загиблими і ще понад 420 — пораненими.
Станом на 27 жовтня, за даними головного військового прокурора України Анатолія Матіоса, небойові втрати (втрати, яких зазнали не під час бою чи провокацій ворога) усіх силових структур України (ЗСУ, НГУ, МВС, СБУ, ДПСУ тощо) за час конфлікту на всій території України становили 10 103 людини, з них 2150 — безповоротні (загиблі). Безпосередньо у зоні бойових дій на Донбасі небойові втрати становили 3699 осіб, з яких 935 — безповоротні.
Станом на 28 жовтня, за даними Генерального штабу Збройних Сил України, з початку проведення АТО бойові втрати становили 10 710 (не уточнено) військовослужбовців Збройних сил України, з них безповоротні — 2333 (загиблі), санітарні — 8377 (поранені та травмовані внаслідок бойових дій).
6 квітня, Міністерство оборони України відповіло на громадський запит про загальну кількість загиблих, поранених і полонених військовослужбовців Збройних сил України у ході АТО. У відповіді станом на 1 квітня 2017 року зазначені такі втрати:
|        | Бойові втрати | Небойові втрати | Бойові санітарні втрати (поранені і хворі) | Небойові санітарні втрати | Зниклі безвісти | У полоні |
| ------ | ------------- | --------------- | ------------------------------------------ | ------------------------- | --------------- | -------- |
| 2014   | 0,9 тис.      | 0,2 тис.        | 3,35 тис.                                  | 0,65 тис.                 |                 |          |
| 2015   | 0,93 тис.     | 70              | 2,55 тис.                                  | 0,85 тис.                 |                 |          |
| 2016   | 0,3 тис.      | 0,2 тис.        | 1,25 тис.                                  | 0,25 тис.                 |                 |          |
| 2017   | 0,07 тис.     | 30              | 0,5 тис.                                   | 50                        |                 |          |
| Всього | 2,2 тис.      | 0,5 тис.        | 7,65 тис.                                  | 1,8 тис.                  | 97              | 60       |

24 травня, в м. Харкові, під час зустрічі в рамках співпраці та програми професійної підготовки Україна–НАТО, заступник командувача Нацгвардії генерал Микола Балан повідомив, що на Донбасі загинуло 196 гвардійців, 775 були поранені, шість знаходяться в полоні, а 20 — до сьогодні вважаються зниклими безвісти.
27 травня, представник Міноборони України Андрій Петренко, під час свого виступу на конференції в Грузії, повідомив, що з початку 2017 року у зоні бойових дій на Донбасі загинуло 98 українських військовослужбовців та більш ніж 800 бійців було поранено.
2 червня, Міністерство оборони України відповіло на громадський запит про загальну кількість загиблих і поранених військовослужбовців Збройних Сил України за час проведення АТО. У відповіді станом на 1 червня 2017 зазначені такі втрати:
|        | Бойові втрати | Небойові втрати | Санітарні втрати (бойові) | Санітарні втрати (небойові) |
| ------ | ------------- | --------------- | ------------------------- | --------------------------- |
| 2014   | 1232          | 313             | 2966                      | 660                         |
| 2015   | 722           | 722             | 3035                      | 2135                        |
| 2016   | 213           | 455             | 1241                      | 315                         |
| 2017   | 100           | 173             | 762                       | 146                         |
| Всього | 2267          | 1663            | 8004                      | 3256                        |

Заступник командувача Національної гвардії України відповів на громадський запит про загальну кількість загиблих і поранених військовослужбовців Національної гвардії України у ході АТО. У відповіді зазначено, що станом на 22 червня 2017 року втрати Національної гвардії склали 196 бійців, 42 з яких — не бойові:
|        | Загинуло | Поранено |
| ------ | -------- | -------- |
| 2014   | 107      | 431      |
| 2015   | 74       | 304      |
| 2016   | 11       | 29       |
| 2017   | 4        | 20       |
| Всього | 196      | 784      |

3 липня, в ході 95-го семінару Роуза-Рота у м. Києві, віце-прем'єр-міністр з питань європейської та євроатлантичної інтеграції України Іванна Климпуш-Цинцадзе повідомила, що з початку року на Донбасі загинули 120 українських військовослужбовців.
5 липня, інформаційне агентство «Слово і Діло», оприлюднило аналіз та інфографіку щодо втрат ЗС України за три роки війни на сході країни Збройні сили України втратили близько 4 тис. людей. Близько третини з цієї кількості становлять небойові втрати — смерть не під час бою чи провокацій ворога. Із 3930 загиблих військовослужбовців ЗСУ, 2267 загинули на полі бою, а 1663 належать до небойових втрат.
Наприкінці вересня, Президент України Петро Порошенко, під час своєї робочої поїздки до США, в ексклюзивному інтерв'ю на телеканалі FOX Business Network TV (FBN) заявив, що за час АТО на сході України: «Ми понесли непоправні втрати: 10 000 людей (2700 солдат і 7000 цивільних осіб). Всі вони жертви російського агресора».
27 жовтня, Голова ВРУ Парубій, під час зустрічі зі спецпредставником Держдепу США по Україні Куртом Волкером, повідомив: «За останні два місяці загинули 10 і було поранено 70 українських військовослужбовців. А з початку року — 162 загиблих».
27 жовтня, головний військовий прокурор України Анатолій Матіос в ефірі телеканалу ZIK повідомив, що за час конфлікту небойові втрати Збройних сил та усіх інших силових структур становили 10 103 людини, з них 2150 — безповоротні. У зоні АТО небойові втрати становили 3699 осіб, з яких 935 — безповоротні.
28 жовтня, Генеральний штаб Збройних сил України через свої офіційні джерела повідомив, що станом на 28.10.2017, з початку проведення АТО бойові втрати склали 10 710 військовослужбовців Збройних Сил України, з них безповоротні 2333, санітарні — 8377 (поранені та травмовані внаслідок бойових дій).
3 листопада, Міноборони відповіло на громадський запит про загальну кількість загиблих і поранених військовослужбовців Збройних Сил України за час проведення АТО. У відповіді начальника Кадрового центру Й. О. Вороніна, станом на 28 жовтня 2017 року, було вказано, що в Збройних Силах України право на отримання статусу учасника бойових дій мають близько 218,5 тис. осіб, з яких цей статус вже отримали 216 тис. осіб. Також зазначені такі втрати:
|                    | Бойові втрати | Небойові втрати | Санітарні втрати (бойові) | Санітарні втрати (небойові) |
| ------------------ | ------------- | --------------- | ------------------------- | --------------------------- |
| 2017               | 167           | 334             | 1174                      | 215                         |
| Всього (2014—2017) | 2334          | 2023            | 8381                      | 3338                        |

6 грудня Президент Порошенко, під час виступу на київській прем'єрі фільму «Кіборги», сказав: «Більше 2750 українських воїнів, в тому числі майже 2400 зі складу ЗСУ віддали своє життя за те, щоби Україна була збережена».
12 грудня заступник командувача Національної гвардії України В. О. Ященко відповів на громадський запит про загальну кількість загиблих і поранених військовослужбовців Національної гвардії України у ході АТО. У відповіді зазначено, що станом на 11 грудня 2017 року втрати Національної гвардії склали 207 бійця, 45 з яких — не бойові, поранені — 787, 84 з яких — не бойові:
|        | Загинуло | Поранено |
| ------ | -------- | -------- |
| 2014   | 110      | 431      |
| 2015   | 76       | 304      |
| 2016   | 11       | 29       |
| 2017   | 10       | 23       |
| Всього | 207      | 787      |

30 грудня Мініоборони відповіло на громадський запит про загальну кількість загиблих і поранених військовослужбовців Збройних сил України за час проведення АТО. У відповіді начальника Кадрового центру полковника Й. О. Вороніна станом на 25 грудня 2017 були зазначені такі втрати:
|        | Бойові втрати | Небойові втрати | Санітарні втрати (бойові) | Санітарні втрати (небойові) |
| ------ | ------------- | --------------- | ------------------------- | --------------------------- |
| 2014   | 1205          | 290             | 2895                      | 612                         |
| 2015   | 750           | 263             | 3035                      | 1036                        |
| 2016   | 212           | 255             | 1277                      | 258                         |
| 2017   | 197           | 97              | 1297                      | 177                         |
| Всього | 2364          | 905             | 8504                      | 2083                        |

| Місяць   | Загиблі (померлі) по місяцях війни (загальна кількість) |
| -------- | ------------------------------------------------------- |
| Січень   | 31(3 533)                                               |
| Лютий    | 32(3 565)                                               |
| Березень | 54(3 619)                                               |
| Квітень  | 29(3 648)                                               |
| Травень  | 19(3 667)                                               |
| Червень  | 41(3 708)                                               |
| Липень   | 28(3 736)                                               |
| Серпень  | 24(3 760)                                               |
| Вересень | 15(3 775)                                               |
| Жовтень  | 19(3 794)                                               |
| Листопад | 23(3 817)                                               |
| Грудень  | 39(3 856)                                               |

### 2018
17 лютого Петро Порошенко повідомив, що з початку 2018 року у зоні проведення АТО загинув 21 український військовослужбовець, а 90 були поранені.
За даними Державної служби України у справах ветеранів війни та учасників антитерористичної операції, станом на 23 лютого 2018 року, в Україні офіційно поховано близько 4 тис. учасників АТО. Також І. Мальцев повідомив, про створення реєстру меморіальних дошок учасників АТО. «Сьогодні на території України вже встановлено 2728 таких меморіальних дошок», — заявив він.
2 березня у Генеральному штабі ЗСУ повідомили, що з початку проведення АТО загинуло 2,4 тис. військовослужбовців. Генштаб також повідомив, що небойові втрати під час АТО становлять 927 військовослужбовців.
14 березня міністр внутрішніх справ України Арсен Аваков повідомив, що під час проведення АТО загинуло 232 добровольця, ще 799 отримали поранення.
23 березня перший заступник голови Верховної Ради України Ірина Геращенко повідомила, що за чотири роки розв'язаної Росією гібридної війни в Донбасі загинуло 2378 військовослужбовців ЗСУ.
25 квітня, головний військовий прокурор України Анатолій Матіос повідомив, що з початку проведення АТО, статус учасника бойових дій отримали майже 326 тис. осіб, 8489 з них зазнали каліцтва та поранень, 3784 військовослужбовців загинули. Також, «за час проведення АТО щонайменше 554 особи вчинили самогубство (офіційна статистика ЄРДР станом на 01.04.2018)», — повідомив він.
30 квітня, в офіційному повідомленні СБУ було зазначено, що за чотири роки АТО Служба втратила 24 своїх співробітників.
8 травня, міністр оборони України Степан Полторак повідомив, що з початку агресії Збройні Сили України втратили 3 332 людини, з них бойові втрати — це 2394 особи, і 938 — небойові втрати. Такі ж оцінки втрат ЗС України були наведені і у офіційній відповіді начальника Кадрового центру Збройних Сил України Й. Вороніна на запит Tuco Ramirez.
25 травня, офіційний представник Головного управління Національної гвардії України повідомив, що під час проведення АТО у 2014—2018 роках загинуло 215 військовослужбовців Національної гвардії України (2014 рік — 111, 2015 рік — 76, 2016 рік — 11, 2017 рік — 11, 2018 рік — 6), із них 168 — внаслідок вогнепальних поранень під час ведення бойових дій, 47 — через інші обставини. Отримали поранення 807 військовослужбовців Національної гвардії України (2014 рік — 431, 2015 рік — 304, 2016 рік — 29, 2017 рік — 25, 2018 рік — 18), із них 711 — унаслідок вогнепальних поранень під час ведення бойових дій, 96 — через інші обставини.
16 червня голова ДПСУ Петро Цигикал повідомив, що війну на Донбасі пройшло 19 тис. українських прикордонників, з них 70 загинуло, 431 зазнали поранень, п'ятеро вважаються зниклими безвісти.
1 липня секретар РНБО України Олександр Турчинов повідомив, що на Донбасі за увесь період бойових дій загинув 51 військовий зі складу ВМС ЗС України, а 488 було поранено.
4 липня, Головне управління персоналу Генерального штабу Збройних Сил України відповіло на публічний запит, і в письмовому повідомленні за вих. № 321/КЦ/2077 від 04.07.2018 надало наступну інформацію: «Відповідно до оперативного обліку втрат особового складу за час проведення антитерористичної операції та операції об'єднаних сил на території Донецької та Луганської областей кількість загиблих (померлих), поранених, травмованих, ушкоджених станом на 26.06.2018 становить 14 439 осіб, з них: бойові безповоротні втрати — 2 418 військовослужбовців Збройних Сил України; кількість інших загиблих (померлих) на території Донецької та Луганської областей — 955 військовослужбовців Збройних Сил України; бойові санітарні втрати — 8 943 військовослужбовці Збройних Сил України; кількість інших травмованих, ушкоджених — 2 123 військовослужбовці Збройних Сил України».
12 липня, Головне управління Національної гвардії України відповіло на публічний запит, і в письмовому повідомленні за вих. № 27/31-Г-102-31 від 12.07.2018 надало наступну інформацію: «Станом на 26.06.2018 у районі ООС під час виконання обов'язків військової служби загинуло 215 військовослужбовців Національної гвардії України (2014 рік — 111, 2015 рік — 76, 2016 рік — 11, 2017 рік — 11, 2018 — 6), із них 168 — під час ведення бойових дій, 47- через інші обставини», також були наведені відомості щодо поранених військовослужбовців НГУ (за 2014—2018 роки).
6 вересня пресслужба Збройних Сил України повідомила, що на Донбасі в період з 1 червня по 31 серпня 2018 року загинули 60 українських військових (з них 25 смертей — небойові), санітарні втрати склали 245 осіб.
19 вересня президент України Петро Порошенко повідомив, що під час збройного конфлікту на Донбасі загинуло 2 911 українських військовослужбовців.
За даними Міністерства оборони України, за період з 13 квітня 2014 року по 10 грудня 2018 року безповоротні втрати Збройних Сил України становили 2490 військовослужбовців, які загинули під час бойових дій в АТО та ООС.
17 грудня президент України Петро Порошенко повідомив, що за час агресії РФ на Донбасі загинули 2914 українських солдат і офіцерів.
17 грудня Управління зв'язків з громадськістю Збройних Сил України повідомило, що станом на 1 грудня 2018 року, за 11 місяців 2018 року бойові втрати української армії на Донбасі склали 110 бійців, ще 776 військовослужбовців були поранені у боях.

### 2019
3 січня український журналіст Юрій Бутусов сказав, що у 2018 році на фронті загинуло у бою та під час виконання бойових завдань 133 українських воїни. З числа загиблих — 122 військовослужбовці ЗСУ, 5 — Нацгвардії, 4 — добровольчих загонів, 2 — СБУ. Небойові втрати усіх видів за 11 місяців 2018 року в ході Операції об'єднаних сил становили, за офіційними даними МО, 100 осіб.
8 січня пресслужба Міністерства оборони України повідомила, що згідно з даними Кадрового центру Збройних Сил України, у 2018 році на Донбасі в ході бойових дій загинули 119 українських військовослужбовців. «Бойові безповоротні втрати становлять — 119 осіб; інші загиблі (померлі) — 104 особи; санітарні — 805 осіб; ушкоджені — 100 осіб», — йдеться в повідомленні.
22 січня Моніторингова місія ООН з прав людини в Києві повідомила, що внаслідок збройного конфлікту на Сході України з квітня 2014 року до кінця 2018 року загинуло від 12800 до 13000 осіб. З них, приблизно 3300 загиблих на Донбасі були цивільними особами, 4000 — військовослужбовцями української армії.
| Місяць   | Загиблі (померлі) по місяцях війни (загальна кількість) |
| -------- | ------------------------------------------------------- |
| Січень   | 23(3 879)                                               |
| Лютий    | 19(3 898)                                               |
| Березень | 20(3 918)                                               |
| Квітень  | 17(3 935)                                               |
| Травень  | 20(3 955)                                               |
| Червень  | 21(3 976)                                               |
| Липень   | 16(3 992)                                               |
| Серпень  | 25(4 017)                                               |
| Вересень | 17(4 034)                                               |
| Жовтень  | 19(4 053)                                               |
| Листопад | 18(4 071)                                               |
| Грудень  | 12(4 083)                                               |

16 лютого Президент Порошенко, виступаючи в рамках сесії на тему «Безпека в Східній Європі» під час Мюнхенської конференції з безпеки, повідомив, що за час агресії РФ загинули 2945 українських військових".
25 лютого ООН збільшила свою оцінку кількості жертв війни на сході України до 13 тисяч. В тому числі, за оцінками Управління Верховного комісара ООН з прав людини, «кількість загиблих включає також 4000 військових українських підрозділів».
13 березня речник МЗС України К.Зеленко повідомила, що «з 29 грудня 2018 року по 7 березня 2019 року внаслідок обстрілів загинули 12 військовослужбовців ЗСУ, ще 105 отримали поранення».
22 березня Президент Порошенко повідомив, що загинули 2956 українських військовослужбовців.
26 березня директор департаменту комунікації МВС України Артем Шевченко повідомив, що 219 військовослужбовців Національної гвардії України загинули на Донбасі, 812 дістали поранень і травм, 14 вважаються зниклими безвісти.
28 березня Кадровий центр Збройних Сил України повідомив, що станом на 25.03.2019 бойові безповоротні втрати становлять 2525 військовослужбовців ЗСУ (2014 року — 1236 осіб, 2015 — 717, у 2016 — 226, 2017 — 208, 2018 — 120, 2019 — 18), інші загиблі (померлі) в АТО та ООС — 1037 військовослужбовців ЗСУ (2014 — 290, 2015 — 263, 2016 — 255, 2017 — 98, 2018 — 104, 2019 — 27).
6 травня Порошенко заявив, що за час агресії РФ проти України на Донбасі загинуло 2973 українських воїнів.
13 червня місія України при міжнародних організаціях у Відні повідомила, що за 3 місяці з початку дії останнього на цей час перемир'я на Донбасі (8 березня), 33 українських військовослужбовців загинуло і 165 було поранено.
З 2014 року до 2 липня 2019 року на Донбасі загинуло 85 військових медиків, з них 15 — лікарі, також фельдшери, санінструктори, санітари. Не менше 300 осіб медперсоналу отримали осколкові і кульові поранення.
22 серпня, міністр внутрішніх справ України Арсен Аваков, в ході вшанування пам'яті працівників органів внутрішніх справ, які загинули при виконанні службових обов'язків за роки незалежності України, повідомив, що з початку проведення АТО на сході України загинули 455 правоохоронців, 1920 поранено, 34 зникли безвісти, у 341 встановлено інвалідність, 1 полонений.
Станом на 31 жовтня, Управління верховного комісара ООН з прав людини оцінило загальне число жертв, пов'язаних із конфліктом в Україні, в 41–44 тис. чоловік, з яких загинуло 13000–13200 осіб. Втрати українських військових оцінювали у приблизно 4100 загиблими та близько 9500–10500 осіб пораненими. До цього числа входять як загиблі безпосередньо від бойових дій, так і внаслідок необережного поводження зі зброєю та вибухівкою, ДТП, хвороб під час служби в зоні конфлікту, а також убивств і самогубств.
Станом на 17 грудня, Генеральний штаб ЗС України назвав кількість втрат Збройних Сил України за 2019 рік: 97 загиблих (бойові), 77 померлих (небойові), 499 санітарних втрат, 78 осіб ушкоджені.
Станом на 23 грудня, за даними українського інтернет-видання Новинарня, бойові втрати всіх силових підрозділів в зоні бойових дій у 2019 році, а також в результаті смерті від бойових поранень, склали 110 осіб (107 чоловіків та 3 жінки).
| Місяць   | Загиблі (померлі) по місяцях війни (загальна кількість) |
| -------- | ------------------------------------------------------- |
| Січень   | 7(4 090)                                                |
| Лютий    | 13(4 103)                                               |
| Березень | 17(4 120)                                               |
| Квітень  | 19(4 139)                                               |
| Травень  | 13(4 152)                                               |
| Червень  | 12(4 164)                                               |
| Липень   | 15(4 179)                                               |
| Серпень  | 16(4 195)                                               |
| Вересень | 18(4 213)                                               |
| Жовтень  | 16(4 229)                                               |
| Листопад | 12(4 241)                                               |
| Грудень  | 12(4 253)                                               |

### 2020
17 січня Офіс Генерального прокурора України повідомив, що впродовж 2019—2020 років через обстріли з боку незаконних збройних формувань на Донбасі загинули 132 українські військовослужбовці. На території Донецької області загинув 101 військовослужбовець, у Луганській області — 31.
19 червня Міністерство оборони України, у відповідь на запит Радіо Свобода, повідомило, що станом на 31 травня 2020 року, від початку 2020 року в зоні бойових дій на Донбасі загинули 32 військовослужбовці Збройних Сил України, 220 військових були поранені від початку року.
2 липня начальник Головного управління міжнародного співробітництва і верифікації ЗСУ генерал-лейтенант Леонід Голопатюк повідомив, що на Донбасі внаслідок збройного конфлікту, розв'язаного Росією, вже загинуло 3094 українських військовослужбовців.
14 жовтня Представництво Президента України в АР Крим повідомило, що в російсько-українській війні загинуло понад 45 воїнів з Криму.
13 листопада Генеральний прокурор України Ірина Венедіктова у відеозверненні заявила, що у результаті бойових дій на Донбасі у березні-жовтні загинув 21 військовий та 199 отримали поранення.
29 листопада керівник офісу Уповноваженого Президента України з питань реабілітації учасників бойових дій Н. Зарецька в своєму інтерв'ю повідомила, що «Військовослужбовців, які зникли безвісти, за даними ЗС України, на сьогодні — 69. Це, враховуючи випадки, коли ідентифікація останків відбулася, але родичі не визнають цього факту. Така проблема є, але кожен випадок такої незгоди — це своя унікальна історія».
7 грудня, Міністерство оборони України, у відповідь на інформаційний запит, повідомило, що від початку війни на Донбасі, станом на 7 грудня, загинули 2663 військовослужбовців, отримали поранення — 10 143. Безвісти зникли — 42 військовослужбовці. Кількість небойових втрат становить — 1158 осіб.
22 грудня, прессекретар Президента України Юлія Мендель під час онлайн-зустрічі в Американській торговій палаті заявила, що за цей рік всього було 49 бойових втрат, із яких 4 за чотири місяці «тиші», а 45 були за перші сім місяців.
24 грудня, на запит BBC News Україна до Генерального штабу Збройних Сил України, було повідомлено, що у боях на Сході України за весь 2020 рік загинуло — 49 українських військовослужбовців («бойові безповоротні втрати ЗСУ»), четверо з них — загинули вже під час перемир'я. Поранених за рік («бойові санітарні втрати ЗСУ»), за даними Генштабу, станом на 13 грудня, було — 332 бійці, з них за час перемир'я — 15. З 13 грудня на Донбасі поранили ще трьох українських військовослужбовців. Таким чином, кількість всіх поранених у боях військовослужбовців у 2020 році зросла — до 335, а поранених за час перемир'я — до 18.
16 січня 2021 року, на запит Радіо Свобода, Міністерство оборони України повідомило, що протягом 2020 року внаслідок бойових дій на Донбасі загинуло 50 військовослужбовців ЗС України. «Кількість військовослужбовців ЗС України, які загинули за період проведення бойових дій під час ООС з початку 2020 року, становить 50 осіб. Кількість військовослужбовців ЗС України, які отримали поранення за період проведення бойових дій під час ООС з початку 2020 року, становить 339 осіб», — зазначено у документі, який було підписано начальником Управління зв'язків з громадськістю ЗС України Богданом Сеником. З інших причин, окрім бойових, під час Операції Об'єднаних сил протягом 2020 року померло — 79 українських військовослужбовців. Загалом, за даними Міноборони, у ході проведення спершу АТО, згодом — ООС проти російських гібридних сил на Донбасі, з 2014 року загинули — 2665 військовослужбовців ЗС України, поранено — 10152. Кількість «інших загиблих (померлих)» військових ЗС України, за заявою відомства, становить — 1168 чоловік.
| Місяць   | Загиблі (померлі) по місяцях війни (загальна кількість) |
| -------- | ------------------------------------------------------- |
| Січень   | 16(4 269)                                               |
| Лютий    | 13(4 282)                                               |
| Березень | 16(4 298)                                               |
| Квітень  | 9(4 307)                                                |
| Травень  | 7(4 314)                                                |
| Червень  | 6(4 320)                                                |
| Липень   | 11(4 331)                                               |
| Серпень  | 4(4 335)                                                |
| Вересень | 8(4 343)                                                |
| Жовтень  | 4(4 347)                                                |
| Листопад | 6(4 353)                                                |
| Грудень  | 7(4 360)                                                |

### 2021
19 лютого, на запит Радіо Свобода, Управління Верховного комісара ООН з прав людини повідомило, що «за підрахунками, загальна кількість людських втрат, пов'язаних з конфліктом в Україні (з 14 квітня 2014 року по 31 січня 2021 року), становить 42000-44000: 13100-13300 загиблих (щонайменше — 3375 цивільних осіб, приблизно — 4150 українських військових та приблизно 5700 членів озброєних груп); та 29500–33500 поранених (7000-9000 цивільних осіб, 9700-10700 українських військових та 12700-13700 членів озброєних груп)».
16 квітня, під час зустрічі лідерів України, Франції та Німеччини, Президент України Володимир Зеленський повідомив, що з початку року на сході України загинуло 30 українських захисників. Він зазначив, що бійці загинули через прицільний снайперський вогонь, а не через випадковість, як кажуть бойовики чи представники влади Російської Федерації.
18 жовтня, на запит Радіо Свобода, Управління зв'язків із громадськістю Збройних Сил України повідомило, що від початку 2021 року в ході бойових дій на Донбасі загинули 55 військовослужбовців. «З 1 січня 2021 року, станом на 17 жовтня 2021 року, загинуло 55, отримали поранення (ушкодження) 217 військовослужбовців Збройних Сил України», — було повідомлено у листі пресслужби ЗС України.
Станом на 2 листопада, в «Книгу пам'яті полеглих за Україну», було внесено 4480 загиблих військовослужбовців, тобто всі бойові та більшість не бойових втрат, яких зазнала Україна в зоні проведення АТО/ООС.
8 грудня, в ході пресконференції, головний спеціаліст відділу обліку та збереження місць пам'яті Українського інституту національної пам'яті Владислав Куценко повідомив, що з початку російської агресії внаслідок поранень загинули 4 тис. 488 українських військовослужбовців. Він підкреслив, що до сформованого інститутом переліку входять не лише військові, які загинули безпосередньо на фронті, а й ті, які померли згодом внаслідок отриманих поранень. «Тому наша цифра точно не співпадає з цифрою Міноборони… Це 4 тис. 488 загиблих», — зазначив Владислав Куценко.
9 грудня, під час засідання Постійної ради ОБСЄ, постійний представник України при міжнародних організаціях у Відні Євгеній Цимбалюк повідомив, що унаслідок обстрілів з боку російських окупаційних військ з 1 січня до 2 грудня 2021 року на сході України загинули 65 військовослужбовців, у тому числі 29 — від куль снайперів. «Росія продовжує порушувати режим припинення вогню. З 1 січня по 2 грудня 2021 року російські сили здійснили 2346 обстрілів українських позицій, унаслідок чого 65 українських військових загинули та ще 261 боєць дістав поранення», — заявив дипломат. Він додав, що окупанти активно ведуть снайперський вогонь — від нього з початку року загинули 29 військовослужбовців Збройних Сил України.
23 грудня, на запит українського інформаційного інтернет-видання Новинарня, Генеральний штаб ЗС України оприлюднив статистику бойових втрат 2021 року, а саме за офіційними даними, у 2021 році внаслідок бойових дій на Донбасі загинуло 65 українських військовослужбовців, поранено — 263.
| Місяць   | Загиблі (померлі) по місяцях війни (загальна кількість) |
| -------- | ------------------------------------------------------- |
| Січень   | 6(4 366)                                                |
| Лютий    | 18(4 384)                                               |
| Березень | 12(4 396)                                               |
| Квітень  | 20(4 416)                                               |
| Травень  | 11(4 427)                                               |
| Червень  | 9(4 436)                                                |
| Липень   | 16(4 452)                                               |
| Серпень  | 13(4 465)                                               |
| Вересень | 8(4 473)                                                |
| Жовтень  | 2(4 475)                                                |
| Листопад | 11(4 486)                                               |
| Грудень  | 10(4 497)                                               |

### 2022
2 січня Новинарня повідомила, що у 2021 році внаслідок бойових дій загинули 79 українських військовиків.
24 лютого міністр охорони здоров'я України Віктор Ляшко в прямому ефірі повідомив, що за оперативними даними, у результаті російського нападу 24 лютого, загинуло 57 українців, ще 169 — поранено.
24 лютого Президент України Володимир Зеленський сказав, що упродовж 24 лютого українська армія у боях із російською армією, що здійснила нову масштабну атаку на Україну, втратила 137 військовослужбовців, з них — 10 офіцерів.
8 березня Національна поліція України повідомила, що від початку масштабного вторгнення загинуло 22 поліцейських, 88 поліцейських отримали тяжкі поранення, 7 зникли безвісти.
12 березня Президент України Володимир Зеленський, вперше, назвав втрати українських військових у війні з Росією: починаючи з 24 лютого, загинули орієнтовно 1300 українських військовослужбовців.
16 квітня Президент України Володимир Зеленський повідомив, що від початку масштабного вторгнення загинуло від 2500 до 3000 українських військових.
11 травня начальник оперативного управління штабу управління Нацгвардії України Олексій Надточий, вперше з початку російського вторгнення, назвав втрати Національної гвардії України: безповоротні втрати — 501 військовослужбовець, санітарні втрати (зазнали поранень) — 1697 військовослужбовців.
1 червня Президент України Володимир Зеленський повідомив, що 60-100 солдатів на день гинуть у бою та приблизно 500 зазнають поранень.
2 червня Президент України Володимир Зеленський, виступаючи на Міжнародному безпековому форумі GLOBSEC у Братиславі повідомив, що щодня у боях на Донбасі гине до 100 українських військових та близько 500 отримують поранення.
7 червня ГУР МО України повідомило, що на підконтрольну територію України було повернуто 210 тіл загиблих захисників м. Маріуполя, більшість з яких боронили «Азовсталі».
9 червня міністр оборони України Олексій Рєзніков повідомив, що Україна щодня втрачає до 100 бійців убитими і до 500 осіб пораненими.
9 червня радник керівника Офісу президента Михайло Подоляк заявив, що втрати України на війні зараз становлять від 100 до 200 військових щодня.
10 червня радник голови Офісу президента Олексій Арестович повідомив, що загальні втрати українських захисників становлять до 10 тис. осіб. На запитання Фейгіна, чи втратила Україна вже приблизно 10 тис. військових, Арестович відповів, що цифра приблизно такою і є.
15 червня голова фракції «Слуга народу», глава делегації на переговорах з Росією, Давид Арахамія заявив, що щодня на Донбасі на сході України гине або отримує поранення до 1000 українських солдатів, у середньому від 200 до 500 вбитих і набагато більше поранених.
20 червня радник голови Офісу президента Олексій Арестович під час інтерв'ю журналісту та ведучому Дмитру Гордону повідомив, що станом на 20 червня від початку Росією повномасштабної війни Україна втратила близько 10 тис. своїх захисників убитими та ще близько 30 тис. пораненими.
22 липня Президент України Володимир Зеленський в інтерв'ю The Wall Street Journal заявив, що нині на фронті гине близько 30 українських військовослужбовців на день, близько 250 дістають поранення. За словами президента, на піку бойових дій у травні та червні Україна втрачала від 100 до 200 військовослужбовців на день, а тепер це число скоротилося. Зеленський відмовився розкрити загальні воєнні втрати України з початку війни, але сказав, що вони у кілька разів нижчі, ніж у Росії.
22 серпня Головнокомандувач Збройних Сил України Валерій Залужний повідомив, що в ході повномасштабної війни з Росією загинули близько 9000 українських військовослужбовців.
27 серпня Уповноважений з питань осіб, зниклих безвісти за особливих обставин Олег Котенко повідомив, що за сприяння Міжнародного комітету Червоного Хреста, Україна повернула додому тіла 541 захисника, більшість з них — з Маріуполя (428, понад 300 — захисники Азовсталі).
23 вересня Президент України Володимир Зеленський в інтерв'ю французькому виданню Ouest-France заявив, що впевнений у перемозі свого народу в цьому конфлікті, в якому, за його оцінками, гине «50 солдатів на день». Він сказав, що українських солдат гине у п'ять разів менше, ніж російських військових.
18 жовтня пресофіцер ДСНС України Олександр Хорунжий сказав, що ДСНС в ході російського вторгнення втратило 45 рятувальників загиблими та понад 100 пораненими.
28 листопада міністр оборони України Олексій Резніков в ході Шостого жіночого форуму повідомив, що з моменту російського вторгнення в Україну в Україні загинула 101 жінка-військовослужбовиця, 100 отримали поранення, 50 вважаються зниклими безвісти. Всього безпосередньо брали участь у бойових діях близько 5 тисяч жінок.
1 грудня радник глави Офісу президента Михайло Подоляк сказав, що втрати української армії склали до 13000 військових загиблими.
Станом на 1 грудня, згідно з повідомленням проєкту «Книга пам'яті полеглих за Україну» внесено 4490 загиблих. Одночасно, авторська команда проєкту офіційно повідомила українське суспільство, що у зв'язку з широкомасштабним вторгненням РФ до України тимчасово призупинено оновлення та доповнення сторінок пам'яті Героїв, загиблих за Україну в період до 24 лютого. Разом з тим, ними продовжується ретельний збір та обробка всієї доступної інформації, а за можливості, роботу проєкту буде відновлено.
| Місяць   | Загиблі (померлі) по місяцях війни (загальна кількість) |
| -------- | ------------------------------------------------------- |
| Лютий    | 639(639)                                                |
| Березень | 2549(3 188)                                             |
| Квітень  | 1358(4 546)                                             |
| Травень  | 1457(6 003)                                             |
| Червень  | 1041(7 044)                                             |
| Липень   | 1088(8 132)                                             |
| Серпень  | 1195(9 327)                                             |
| Вересень | 1397(10 724)                                            |
| Жовтень  | 1318(12 042)                                            |
| Листопад | 1027(13 069)                                            |
| Грудень  | 1246(14 315)                                            |

Згідно з Книгою пам'яті полеглих за Україну найтрагічнішими днями війни у 2022 році були: 24 лютого, коли загинули 203 українських воїни, 18 березня — 193, 26 лютого — 182, 7 березня — 138, 14 березня — 133, 13 березня — 128, 1 березня — 116, 1 квітня — 106, 3 березня — 99 та 27 лютого — 98.

### 2023
12 січня міністр оборони України Олексій Резніков в інтерв'ю BBC News повідомив, що Україна за день війни втрачає вдесятеро менше військових, аніж Росія. За його словами, Росія втрачає 500—600 бійців щодня.
2 березня керівник робочої групи з питань взаємодії зі ЗМІ та родичами захисників Андрій Юсов повідомив, що від початку діяльності Координаційного штабу з питань поводження з військовополоненими, в Україну було повернуто тіла 1409 захисників.
19 березня голова Державної служби України з надзвичайних ситуацій (ДСНС) Сергій Крук сказав, що відомство втратило 68 рятувальників загиблими, ще 201 співробітник поранений.
18 квітня уповноважений з питань осіб, які зникли безвісти за особливих обставин Олег Котенко повідомив, що в Україні, станом на 18 квітня, зниклими безвісти вважаються понад 7000 військових. Він доповнив, що згідно зі статистикою, близько 60-65 % зі зниклих безвісти перебувають у полоні, а «інша частина, на жаль, — загиблі».
| Місяць   | Загиблі (померлі) по місяцях війни (загальна кількість) |
| -------- | ------------------------------------------------------- |
| Січень   | 1372(15 687)                                            |
| Лютий    | 1245(16 932)                                            |
| Березень | 1290(18 222)                                            |
| Квітень  | 950(19 172)                                             |
| Травень  | 829(20 001)                                             |
| Червень  | 877(20 878)                                             |
| Липень   | 709(21 587)                                             |
| Серпень  | 646(22 233)                                             |

### 2024
25 лютого Президент України Володимир Зеленський, в ході пресконференції за результатами форуму «Україна. Рік 2024» повідомив, що з 24 лютого 2022 року загинуло 31 тис. українських військовослужбовців.
8 грудня Президент України Володимир Зеленський повідомив, що від початку повномасштабної війни Україна втратила загиблими 43 тис. військових, також відомо про 370 тис. поранених.

### 2025
На початку лютого Президент України Володимир Зеленський в інтервʼю британському журналісту повідомив, що у війні проти Росії загинули 45 100 українських військових, ще 390 тис. отримали поранення.
5 березня, колишній Головнокомандувач Збройних Сил України, а нині посол України у Великій Британії Валерій Залужний, під час спілкування зі спільнотою Українського католицького університету, озвучив втрати України у війні. За словами дипломата, на нинішньому етапі війни з Росією ця цифра є критичною та становить 50 тис вбитими та понад 300 тис поранених.

## Причини смерті
За інформацією бюро медичної експертизи станом на листопад 2014 року причинами загибелі були такі чинники:
- поранення тулуба, грудей, живота, таза з пошкодженнями та руйнуваннями внутрішніх органів (24,3 %);
- поранення голови з руйнуванням головного мозку та переломів кісток черепа (15,2 %);
- руйнування всього тіла від одночасного впливу тупих предметів і фактора вибуху при падінні повітряних транспортних засобів (10,3 %);
- впливу фактора вибуху, який призвів до руйнування тіла (5,8 %);
- поранення кінцівок, у тому числі їхнє руйнування і від'єднання з ушкодженнями магістральних судин і гострої масивної крововтрати (5,1 %);
- поранення шиї з пошкодженням магістральних кровоносних судин, шийних хребців і спинного мозку (2,2 %);
- інше (37,1 %).

За твердженнями директора Військово-медичного департаменту Міністерства оборони України Віталія Андронатія, завдяки роботі штатної медичної служби військових підрозділів рівень смертності на етапах медичної евакуації вдалося знизити до 0,8 %.
| Країна  | Війна                        | Втрати |
| ------- | ---------------------------- | ------ |
| СРСР    | Радянсько-афганська війна    | 4,6 %  |
| Росія   | Перша чеченська війна        | 1,5 %  |
| Росія   | Друга чеченська війна        | 0,8 %  |
| США     | Війна в Іраку                | 2,5 %  |
| США     | Війна в Афганістані (з 2001) | 0,7 %  |
| Україна | Війна на Сході               | 0,8 %  |

### Небойові втрати
| Станом на 10 червня 2016. | Станом на 27 жовтня 2018. |
| - Хвороби: 405 (31.3%) - Самогубство: 259 (20.0%) - Нещасні випадки: 148 (11.4%) - Умисне вбивство: 121 (9.4%) - ДТП: 112 (8.7%) - Поводження зі зброєю: 111 (8.6%) - Отруєння, алкоголь, наркотики: 96 (7.4%) - Порушення заходів безпеки: 40 (3.1%) - Інші: 2 (0.2%) | - Хвороби: 891 (33.3%) - Самогубство: 615 (23.0%) - Нещасні випадки: 177 (6.6%) - Умисне вбивство: 228 (8.5%) - ДТП: 318 (11.9%) - Поводження зі зброєю: 172 (6.4%) - Отруєння, алкоголь, наркотики: 175 (6.5%) - Порушення заходів безпеки: 101 (3.8%) |

Станом на 10 червня 2016 року, за даними головного військового прокурора Анатолія Матіоса, небойові втрати української армії становлять 1294 військовослужбовці, серед них з таких причин: дтп — 112 випадків, отруєння (в тому числі наркотичними, алкогольними засобами) — 96 випадків, самогубство — 259 випадків, умисне вбивство — 121 випадок, нещасні випадки (каліцтва, травматизм) — 148 випадків, порушення правил пожежної безпеки, поводження зі зброєю та боєприпасами — 111 випадків, порушення заходів безпеки — 40 випадків, захворювання (смерть внаслідок хвороби) — 405 випадків, інші причини — 2 випадки.
За підсумками 2016 року, кількість бойових втрат впродовж 2016 року була нижчою за небойові: 211 бойових проти 256 небойових — повідомляє Управління зв'язків з громадськістю Збройних Сил України.
5 липня 2017 року інформаційне агентство «Слово і Діло» оприлюднило аналіз та інфографіку щодо втрат ЗС України. За три роки війни на сході країни Збройні Сили України втратили близько 4 тис. людей. Близько третини з цієї кількості становлять небойові втрати — смерть не під час бою чи провокацій ворога. Із 3 930 загиблих військовослужбовців Збройних Сил України 2 267 загинули на полі бою, a 1 663 — небойові втрати.
27 жовтня 2017 року головний військовий прокурор України Анатолій Матіос в ефірі телеканалу ZIK повідомив, що за час конфлікту небойові втрати Збройних сил і всіх інших силових структур становили 10 103 людини, з них 2150 — безповоротні. У зоні АТО небойові втрати становили 3699 осіб, з яких 935 — безповоротні.
За підсумками 2017 року, в зоні відповідальності військової прокуратури сил АТО небойові втрати за 2017 рік становили 827 військових, з них безповоротні — 489, санітарні — 338. Серед основних причин — вживання алкоголю, про що повідомила на своїй офіційній сторінці військова прокуратура сил АТО.
4 липня 2018 року, Головний військовий прокурор України Анатолій Матіос повідомив, що за чотири роки війни на Донбасі небойові санітарні втрати (не в результаті бойових дій) становили 14 тис. осіб, з них 11 487 чоловік, безповоротні, тобто загиблі — 2659 осіб. Це майже 14 тисяч людей загинули або поранені не внаслідок бойових дій. Із них 586 на сьогодні — суїциди", — заявив він.
У інтерв'ю від 27 жовтня 2018 року Головний військовий прокурор України Анатолій Матіос повідомив, що за чотири роки безповоротні небойові та санітарні втрати склали 2700 осіб. З них 891 випадок — хвороби, 318 — ДТП, 177 — нещасні випадки, 175 — отруєння (алкоголь, наркотики), 172 — необережне поводження зі зброєю, 101 випадок — порушення заходів безпеки, 228 — вбивства, 615 — самогубства (у тому числі в зоні бойових дій на Донбасі — 282).
17 грудня 2018 року, у відповіді Управління зв'язків з громадськістю Збройних Сил України на запит BBC News зазначено, що небойові безповоротні втрати української армії за 11 місяців 2018 року становили 100 бійців, ще 91 військовослужбовець був поранений у небойових умовах («небойові санітарні втрати»).
29 липня 2020 року, в Головному управлінні персоналу Генерального штабу ЗС України повідомили, що на Донбасі з початку проведення операції Об'єднаних сил небойові втрати серед ЗС України становили 363 особи. «З початку ООС по 17 липня 2020 року — 363 особи (в тому числі безповоротні — 181 осіб, санітарні — 182 особи)», — йдеться в повідомленні. За перші шість місяців 2020 року кількість небойових втрат ЗС України в зоні ООС становила 66 осіб (в тому числі безповоротні — 31 особа, санітарні — 35 осіб). «За період з 1 січня 2019 року по 30 червня 2019 року — 97 осіб (в тому числі безповоротні — 47 осіб, санітарні — 50 осіб)», — відзначили в інформації.
13 листопада 2020 року, Генеральний прокурор України І. Венедіктова у відіозверненні заявила, що загалом по Україні небойові втрати українських військ за 7 місяців становили 979 осіб: 276 осіб загинули, з них 44 смерті настало у зоні операції Об'єднаних сил, та 703 отримали поранення або тілесні ушкодження. Окрім того, у 39 випадках підтверджено факт вчинення самогубств.
24 грудня 2020 року, на запит BBC News Україна до Генерального штабу Збройних Сил України було повідомлено, що «кількість небойових втрат військовослужбовців ЗС України за період проведення бойових дій під час ООС за 2020 рік становить — 70 осіб, з них з 27 липня — 15 осіб».

## Поіменні списки загиблих

### 2014
- Втрати силових структур внаслідок російського вторгнення в Україну (березень — липень 2014)
- Втрати силових структур внаслідок російського вторгнення в Україну (1 серпня — 23 серпня 2014)
- Втрати силових структур внаслідок російського вторгнення в Україну (24 серпня — 31 серпня 2014)
- Втрати силових структур внаслідок російського вторгнення в Україну (вересень — грудень 2014)

### 2015
- Втрати силових структур внаслідок російського вторгнення в Україну (січень — лютий 2015)
- Втрати силових структур внаслідок російського вторгнення в Україну (березень — липень 2015)
- Втрати силових структур внаслідок російського вторгнення в Україну (серпень — грудень 2015)

### 2016
- Втрати силових структур внаслідок російського вторгнення в Україну (січень — червень 2016)
- Втрати силових структур внаслідок російського вторгнення в Україну (липень — грудень 2016)

### 2017
- Втрати силових структур внаслідок російського вторгнення в Україну (січень — березень 2017)
- Втрати силових структур внаслідок російського вторгнення в Україну (квітень — червень 2017)
- Втрати силових структур внаслідок російського вторгнення в Україну (липень — вересень 2017)
- Втрати силових структур внаслідок російського вторгнення в Україну (жовтень — грудень 2017)

### 2018
- Втрати силових структур внаслідок російського вторгнення в Україну (січень — березень 2018)
- Втрати силових структур внаслідок російського вторгнення в Україну (квітень — червень 2018)
- Втрати силових структур внаслідок російського вторгнення в Україну (липень — вересень 2018)
- Втрати силових структур внаслідок російського вторгнення в Україну (жовтень — грудень 2018)

### 2019
- Втрати силових структур внаслідок російського вторгнення в Україну (січень — березень 2019)
- Втрати силових структур внаслідок російського вторгнення в Україну (квітень — червень 2019)
- Втрати силових структур внаслідок російського вторгнення в Україну (липень — вересень 2019)
- Втрати силових структур внаслідок російського вторгнення в Україну (жовтень — грудень 2019)

### 2020
- Втрати силових структур внаслідок російського вторгнення в Україну (січень — червень 2020)
- Втрати силових структур внаслідок російського вторгнення в Україну (липень — грудень 2020)

### 2021
- Втрати силових структур внаслідок російського вторгнення в Україну (січень — червень 2021)
- Втрати силових структур внаслідок російського вторгнення в Україну (липень — грудень 2021)

### 2022
- Втрати силових структур внаслідок російського вторгнення в Україну (січень — лютий 2022)
- Втрати силових структур внаслідок російського вторгнення в Україну (1 березня — 15 березня 2022)
- Втрати силових структур внаслідок російського вторгнення в Україну (16 березня — 31 березня 2022)
- Втрати силових структур внаслідок російського вторгнення в Україну (1 квітня — 15 квітня 2022)
- Втрати силових структур внаслідок російського вторгнення в Україну (16 квітня — 30 квітня 2022)
- Втрати силових структур внаслідок російського вторгнення в Україну (1 травня — 15 травня 2022)
- Втрати силових структур внаслідок російського вторгнення в Україну (16 травня — 31 травня 2022)
- Втрати силових структур внаслідок російського вторгнення в Україну (1 червня — 15 червня 2022)
- Втрати силових структур внаслідок російського вторгнення в Україну (16 червня — 30 червня 2022)
- Втрати силових структур внаслідок російського вторгнення в Україну (1 липня — 16 липня 2022)
- Втрати силових структур внаслідок російського вторгнення в Україну (17 липня — 31 липня 2022)
- Втрати силових структур внаслідок російського вторгнення в Україну (серпень 2022)
- Втрати силових структур внаслідок російського вторгнення в Україну (вересень 2022)
- Втрати силових структур внаслідок російського вторгнення в Україну (жовтень 2022)
- Втрати силових структур внаслідок російського вторгнення в Україну (листопад 2022)
- Втрати силових структур внаслідок російського вторгнення в Україну (грудень 2022)

### 2023
- Втрати силових структур внаслідок російського вторгнення в Україну (січень 2023)
- Втрати силових структур внаслідок російського вторгнення в Україну (лютий 2023)
- Втрати силових структур внаслідок російського вторгнення в Україну (березень 2023)
- Втрати силових структур внаслідок російського вторгнення в Україну (квітень 2023)
- Втрати силових структур внаслідок російського вторгнення в Україну (травень 2023)
- Втрати силових структур внаслідок російського вторгнення в Україну (червень 2023)
- Втрати силових структур внаслідок російського вторгнення в Україну (липень 2023)
- Втрати силових структур внаслідок російського вторгнення в Україну (серпень 2023)
- Втрати силових структур внаслідок російського вторгнення в Україну (вересень 2023)
- Втрати силових структур внаслідок російського вторгнення в Україну (жовтень 2023)
- Втрати силових структур внаслідок російського вторгнення в Україну (листопад 2023)
- Втрати силових структур внаслідок російського вторгнення в Україну (грудень 2023)

### 2024
- Втрати силових структур внаслідок російського вторгнення в Україну (січень 2024)
- Втрати силових структур внаслідок російського вторгнення в Україну (лютий 2024)
- Втрати силових структур внаслідок російського вторгнення в Україну (березень 2024)
- Втрати силових структур внаслідок російського вторгнення в Україну (квітень 2024)
- Втрати силових структур внаслідок російського вторгнення в Україну (травень 2024)
- Втрати силових структур внаслідок російського вторгнення в Україну (червень 2024)
- Втрати силових структур внаслідок російського вторгнення в Україну (липень 2024)
- Втрати силових структур внаслідок російського вторгнення в Україну (серпень 2024)
- Втрати силових структур внаслідок російського вторгнення в Україну (вересень 2024)
- Втрати силових структур внаслідок російського вторгнення в Україну (жовтень 2024)
- Втрати силових структур внаслідок російського вторгнення в Україну (листопад 2024)
- Втрати силових структур внаслідок російського вторгнення в Україну (грудень 2024)

### 2025
- Втрати силових структур внаслідок російського вторгнення в Україну (січень 2025)
- Втрати силових структур внаслідок російського вторгнення в Україну (лютий 2025)
- Втрати силових структур внаслідок російського вторгнення в Україну (березень 2025)
- Втрати силових структур внаслідок російського вторгнення в Україну (квітень 2025)
- Втрати силових структур внаслідок російського вторгнення в Україну (травень 2025)
- Втрати силових структур внаслідок російського вторгнення в Україну (червень 2025)
- Втрати силових структур внаслідок російського вторгнення в Україну (липень 2025)
- Втрати силових структур внаслідок російського вторгнення в Україну (серпень 2025)

## Іноземні добровольці
В ході відбиття російського вторгнення в Україну брали участь іноземні добровольці, люди без громадянства та особи, які прийняли громадянство України після 23 лютого 2014 року і загинули в боротьбі за незалежність та суверенітет України в період АТО (2014—2018), ООС (2018—2022) та російського вторгнення в Україну 24 лютого 2022 року.

## Статус членів родин загиблих військовослужбовців
В разі поранення, або загибелі військовослужбовців в зоні АТО, їх статус, встановлення групи інвалідності а також статус членів родин загиблих визначається військово-лікарськими комісіями, які діють при всіх військових медичних закладах України, які є важливими структурними підрозділами військової медицини України. Статус члена родини загиблого військовослужбовця, на підставі офіційних документів військово-лікарських комісій, надається вповноваженими державними комісіями по лінії Міністерства соціальної політики України.
Усі члени родин загиблих військовослужбовців, які відмічені найвищими державними нагородами України, мають законодавче право на отримання пенсії за особливі заслуги перед Україною.

## Проєкт «Евакуація 200» (пошукова місія «Чорний тюльпан»)
У вересні 2014 року розпочалася гуманітарна експедиція під керівництвом Збройних сил України у рамках проєкту «ЕВАКУАЦІЯ 200», метою якої став пошук, вилучення (ексгумація) та евакуація тіл загиблих українських військовослужбовців Збройних сил України та представників інших військових формувань з району проведення АТО, у тому числі з території, що тимчасово не контролюється Збройними Силами України. До пошукової роботи було залучено офіцерів цивільно-військового співробітництва Збройних сил України, працівників Національного військово-історичного музею України у взаємодії з ВГО "Союз «Народна Пам'ять», що має великий досвід пошукової роботи і займалась пошуком останків солдатів, які полягли на полі бою у часи першої та другої світових війн. Пошуковці-волонтери разом з офіцерами пошукових груп цивільно-військового співробітництва Збройних сил України виконували важку моральну і фізичну роботу в непростих умовах — часто під обстрілами і у зоні бойових дій.
Гуманітарні експедиції організовувалися спільно з Управлінням цивільно-військового співробітництва Збройних сил України (відділ пошукової роботи), за сприяння Делегації Міжнародного Комітета Червоного Хреста в Україні та інших залучених сторін. При цьому зберігалася повна нейтральність роботи і винятково гуманітарний характер місії.
З 1 жовтня 2016 року, пошуковці ВГО "Союз «Народна Пам'ять» не залучаються до реалізації пошукових заходів у рамках проєкту Збройних сил України «ЕВАКУАЦІЯ 200». Це підтвердив у своєму інтерв'ю редакції Радіо Донбас. Реалії Радіо «Свобода» голова пошукової місії «Чорний тюльпан» Я. Жилкін, а саме, він сказав: «Із вересня 2016 року ми працюємо лише на підконтрольній Україні території. Цивільно-військове співробітництво Збройних сил України відмовилось від нашої допомоги».
14 травня 2019 року, начальник управління цивільно-військового співробітництва Збройних сил України полковник Олексій Ноздрачов у ході брифінгу повідомив, що в рамках гуманітарного проєкту «Евакуація-200» з району бойових дій було вивезено 1736 тіл захисників України, 71 військовослужбовець вважається зниклим безвісти. «З 2014 року в рамках реалізації гуманітарного проєкту „Евакуація 200“, пошуковими групами вивезено з району бойових дій 1736 тіл, 865 транспортовано до місць остаточного поховання та передано родичам загиблих», — повідомив він.
11 березня 2021 року, з посиланням на пресслужбу Міністерства оборони України було повідомлено, шо у 2020 році, групами транспортування і пошуку тіл загиблих проєкту «Евакуація 200» з району бойових дій було вивезено 223 тіла загиблих захисників або їх фрагментів. «З них — 6 евакуйовані з тимчасово непідконтрольної території Донецької та Луганської областей, 122 тіла загиблих транспортовано до місць остаточного поховання і передано родичам загиблих для поховання. Одне тіло загиблого передано членам його сім'ї, які проживають на тимчасово окупованій території Донецької та Луганської областей», — повідомив начальник Управління цивільно-військового співробітництва Генерального штабу ЗС України полковник В'ячеслав Власенко.
Війна не закінчена доти, поки не похований останній загиблий солдат!

## Обміни тілами
18 жовтня 2024 року Україна отримала тіла 501 загиблого військовослужбовця.
8 листопада 2024 року Україна отримала тіла 563 загиблих військовослужбовців.
29 листопада 2024 року Україна отримала тіла 502 загиблих військовослужбовців.
20 грудня 2024 року Україна отримала тіла 503 загиблих військовослужбовців.
24 січня 2025 року на підконтрольну Україні територію за результатом репатріаційних заходів повернули тіла 757 загиблих військовослужбовців. Росія тим часом отримала тіла 49 окупантів.

## Неідентифіковані загиблі

### Законодавча норма
За процедурою надається 10 днів на ідентифікацію тіл загиблих. За цей час беруться всі необхідні для впізнання аналізи, опитуються родичі, проводяться інші слідчі дії. Якщо за цей період встановити особистість не вдалося, прокурорами приймаються рішення про захоронення. Після встановлення особи загиблих, яких вже поховано, родичі мають право клопотання про перепоховання, яке здійснюється згідно із законодавством України.

### Хронологія поховання та впізнання
Поховання тимчасово не встановлених воїнів проводилося з усіма військовими почестями на Алеї Героїв АТО Краснопільського цвинтаря у м. Дніпрі та на Кушугумському кладовищі поблизу м. Запоріжжя. Окреме місце для захоронення було виділено поблизу м. Старобільська на Луганщині, де в подальшому облаштували військове кладовище. На ньому поховані бійці батальйону «Айдар», 80 ОАЕМБр та 1 ОТБр, які загинули 5 вересня 2014 року в бою під Луганськом.
Станом на початок жовтня 2014 року органи внутрішніх справ зареєстрували понад тисячу повідомлень про виявлення невпізнаних тіл за період проведення АТО. Для понад 250 з них вдалося ідентифікувати особу.
Станом на квітень 2015 р. ідентифіковано 21 військовослужбовця серед похованих тимчасово невстановлених бійців на Кушугумському кладовищі.
Станом на 28 вересня 2015 року радник Президента України Ольга Богомолець сказала, що у базі даних залишалися ДНК-коди 762 неідентифікованих бійців, загиблих у зоні АТО, 426 останків вже визначені.
14 січня 2016 року на Кушугумському кладовищі поховали останнього з невпізнаних бійців, тіла яких привезли до м. Запоріжжя. Загалом, на Кушугумському кладовищі поховані 118 тимчасово невстановлених захисників України, більша частина з яких загинули під час виходу з оточення під Іловайськом. Станом на 29 серпня 2016 року упізнані 42.
За повідомленням Дніпропетровської ОДА від 10 листопада 2016 року, за весь час проведення АТО на Краснопільському кладовищі було поховано 281 тимчасово невстановлених захисників України. За результатами ДНК-експертизи встановлено імена 157 з них. 11 листопада на Краснопільському кладовищі поховали ще 12 невідомих солдатів.
8 лютого 2017 року в управлінні взаємодії з правоохоронними органами й оборонної роботи Дніпропетровської облдержадміністрації повідомили, що невпізнаними залишаються більше ніж 120 загиблих на Донбасі бійців.
27 липня 2018 року координатор проєкту ЗС України «ЕВАКУАЦІЯ 200» підполковник Михайло Котелевський повідомив, що військові пошуковці намагаються ідентифікувати 85 тіл загиблих на території Донбасу, майже половина з яких — військовослужбовці.

## Вшанування пам'яті

### Національне військове меморіальне кладовище
8 червня 2022 року Верховна Рада України підтримала ініціативу створення Національного військового меморіального кладовища, за відповідний законопроєкт проголосували 288 народних депутатів. На Національному військовому меморіальному кладовищі з почестями ховатимуть «загиблих (померлих) осіб, які захищали незалежність, суверенітет та територіальну цілісність України, забезпечували виконання службових обов'язків та присяги на вірність Українському народу».
14 квітня 2023 року, згідно з повідомленням Міністерства у справах ветеранів України, Меморіальне кладовище, де будуть поховані полеглі захисники та захисниці України, буде побудоване на проспекті Броварському Дніпровського району міста Києва. «Відповідно погодженому плану-графіку будівництва, початок поховань на першій черзі Національного військового меморіального кладовища буде наприкінці осені цього року» — повідомив перший заступник міністра у справах ветеранів України Олександр Порхун.

### Пам'ятники та монументи
- У обласних та районних центрах України створюються місця вшанування пам'яті загиблих захисників України. Однією з найбільших і найвідоміших з таких є створена коштом кількох громадських організацій «стіна пам'яті загиблих за Україну» біля Михайлівського Золотоверхого монастиря у м. Києві[261].
- 26 листопада 2016 року на адмінмежі з тимчасово окупованим Кримом відкрили український військовий меморіал «Кримчанам, загиблим у боях за єдність України», присвячений уродженцям Криму, які полягли у боях з російським агресором. Розташований неподалік від траси Е-97 — поблизу з'їзду до с. Ставки Каланчацького району Херсонської області[262][263].
- 14 жовтня 2018 року на території Міністерства оборони України у м. Києві, на вшанування загиблих військовослужбовців Збройних Сил України, інших українських військових та правоохоронних формувань, а також добровольців, які загинули в боях за Україну, було відкрито Меморіальний комплекс «Зала пам'яті»[264].
- 15 жовтня 2020 року, на території храму Святого Іоанна Богослова Православної церкви України у м. Харкові, на вшанування пам'яті українських воїнів, які загинули в ході російсько-української війни було відкрито Меморіал пам'яті[265].
- 29 серпня 2021 року у м. Києві на розі Петрівської алеї та вулиці Грушевського було відкрито «Меморіал загиблим киянам-учасникам АТО/ООС». У церемонії відкриття Меморіалу взяли участь матері та дружини загиблих героїв-киян, ветерани, представники міської влади[266].
- У квітні 2022 року американець Лео Сото з м. Маямі (штат Флорида, США) у центрі м. Львова створив меморіал «Стіна пам'яті» з фотографіями українців, які загинули внаслідок російського вторгнення в Україну[267][268].

### Виставки та експозиції
Одна з найперших виставок, за назвою «Герої не вмирають», була відкрита у грудні 2014 року у відомчому музеї Збройних сил України — Національному військово-історичному музеї України. Наразі один з трьох поверхів цього музею присвячений війні на Сході України, де представлені речі надані родичами та бойовими побратимами загиблих, а також і предмети підібрані співробітниками музею у ході місії «Евакуація 200».
Цікавим є факт проведення даних виставок та експозицій у музеях присвяченим початково іншим військовим конфліктам. Яскравим прикладом з таких є музей історії України у Другій світовій війні (перший поверх музею) і музей «Громадянський подвиг Дніпропетровщини в подіях АТО» (який розміщений у діорамі «Битва за Дніпро»), які на рівні з НВІМУ мають найбільші експозиції в Україні. Окремо, з подібних випадків варто розглянути також Меморіал пам'яті героїв Крут, де один з експозиційних вагонів присвячений загиблим наймолодшим українським військовослужбовцям та добровольцям, висвітлюючи жертовність українського юнацтва різних поколінь у боротьбі за незалежність своєї країни.
З 2016 року, силами волонтерів з Громадської організації «Міжнародна асоціація дослідників фортифікації „Цитадель“» (ГО "МАДФ «ЦИТАДЕЛЬ»), які брали участь у місії «Евакуація 200», було організовано пересувну виставку Блокпост Пам'яті, яка центром своєї експозиції зробила особисті речі загиблих у війні українських солдат.